# Jagernath Lachmon

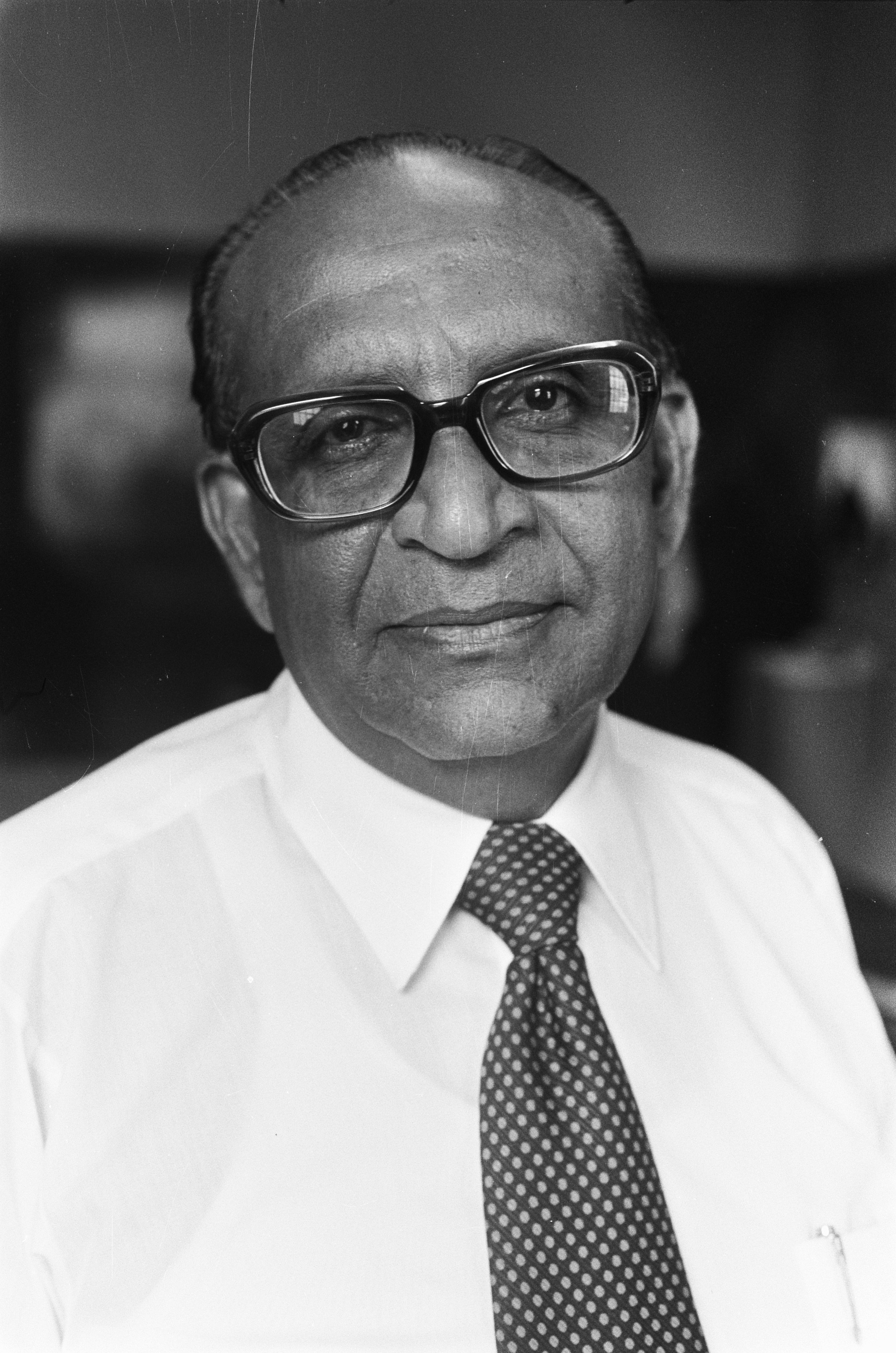
Jagernath Lachmon

Jagernath Lachmon (* 21. September 1916 in Nickerie, Suriname; † 19. Oktober 2001 in Den Haag, Niederlande) war ein surinamischer Politiker. 

## Leben
Die Eltern von Jagernath Lachmon stammten aus Uttar Pradesh und kamen als hindustanische Kontraktarbeiter nach Suriname. Sein Vater wurde Koch auf der Plantage Waterloo im Distrikt Nickerie und seine Mutter arbeitete in den Zuckerrohrfeldern. Nach Ablauf der Kontraktzeit starteten sie einen kleinen Bauernhof mit Milchkühen in der Umgebung von Nieuw-Nickerie.

### Ausbildung
Nach der Grundschule zog Jagernath Lachmon im Alter von 13 Jahren nach Paramaribo und machte hier den Realschulabschluss. Dem Rat der Schule folgend, beschloss er Advokat zu werden. Da in dieser Zeit in Suriname kein Jurastudium möglich war, konnte man diesen Beruf nur über ein Praktikum erlernen. Nach längerem Suchen fand er im Büro von Julius Caesar de Miranda, einem Juristen und Politiker kreolischer Herkunft, der in den Niederlanden studiert hatte, einen Ausbildungsplatz. Dass ein Kreole bereit war, einen Hindustan auszubilden, machte großen Eindruck auf den jungen Lachmon und legte den Grundstein für sein Streben nach Ausgleich, vor allem zwischen den beiden größten ethnischen Bevölkerungsgruppen.

## Beruf, Politik
Er wurde der erste Advokat hindustanischer Abstammung in Suriname und eröffnete 1940 sein eigenes Büro in Paramaribo. Seine politische Karriere begann er in verschiedenen kleineren Gruppierungen. Anfang 1949 war er Mitbegründer der Verenigde Hindoestaanse Partij (VHP), die aus einer Bündelung von drei kleineren Parteien entstand. Diese vor allem ethnisch orientierte Partei wurde später in Vooruitstrevende Hervormings Partij (VHP) (Fortschrittliche Reformpartei) umbenannt. Lachmon war von der Gründung bis zu seinem Tode deren Vorsitzender. Bei den Wahlen 1949 zog er erstmals als Abgeordneter für die VHP in De Staten van Suriname (ab 1987 De Nationale Assemblèe) – das Parlament – ein. Von 1964 bis 1973 war er auch dessen Vorsitzender.

## Unabhängigkeit
Im Gegensatz zu seinen politischen Widersachern Johan Adolf Pengel und seinem Nachfolger Henck A. E. Arron von der Nationale Partij Suriname (NPS) war er hinsichtlich der angestrebten Unabhängigkeit von den Niederlanden eher zurückhaltend. Die Pläne und Termine von Arron und dem Ministerpräsidenten der Niederlande, Joop den Uyl, die Souveränität von Suriname zu etablieren, gingen ihm zu schnell und waren ihm zu wenig ausgereift. Aus seiner Sicht war vor allem die Frage der Wahl der Nationalität von Surinamern unzureichend geklärt und allgemein befürchtete er die Unterdrückung der Hindustanen durch die Kreolen. Die Gegensätze zwischen den überwiegend kreolischen Nationalisten einerseits, welche die Unabhängigkeit spätestens bis zum Jahr 1975 forderten, und der Haltung der VHP mit Lachmon als Sprachrohr der Hindustanen andererseits, die darlegten, die Unabhängigkeit müsse besser vorbereitet werden, führten zu großen Spannungen, die durch Brandstiftungen in der Hauptstadt sichtbar wurden. Kurz vor dem benannten Termin kam es dann doch zur Versöhnung zwischen Arron und Lachmon, die einen dramatischen Höhepunkt erfuhr, als diese politischen Opponenten einander am 19. November 1975, also sechs Tage vor der proklamierten Unabhängigkeit, im Parlament umarmten.

## Militärputsch, politischer Neuanfang
Nach der Machtergreifung durch die Militärs im Februar 1980 kam es zum Ende der parlamentarischen Demokratie in Suriname. Dieser Zustand dauerte bis 1987, als zum ersten Mal nach dem Militärcoup wieder freie und geheime Wahlen abgehalten werden konnten. Diese Wahlen waren nach Verhandlungen mit den Militärmachthabern möglich geworden, an denen auch Lachmon entscheidend mitgewirkt hatte. Die VHP wurde Regierungspartei und Lachmon erneut Vorsitzender des Parlaments (De Nationale Assemblèe). Am 1. August 1996 richtete ein weiterer Brand in Paramaribo verheerenden Schaden an. An diesem Tag ging ein historischer Gebäudekomplex, einschließlich des seit Anfang des 20. Jahrhunderts als Parlament genutzten Gebäudes an der Gravenstraat (heute Henck Arronstraat) in Flammen auf. Hierbei gingen auch wichtige Dokumente aus dem Büro des Parlamentsvorsitzenden Lachmon verloren.

## Ehrungen, Tod

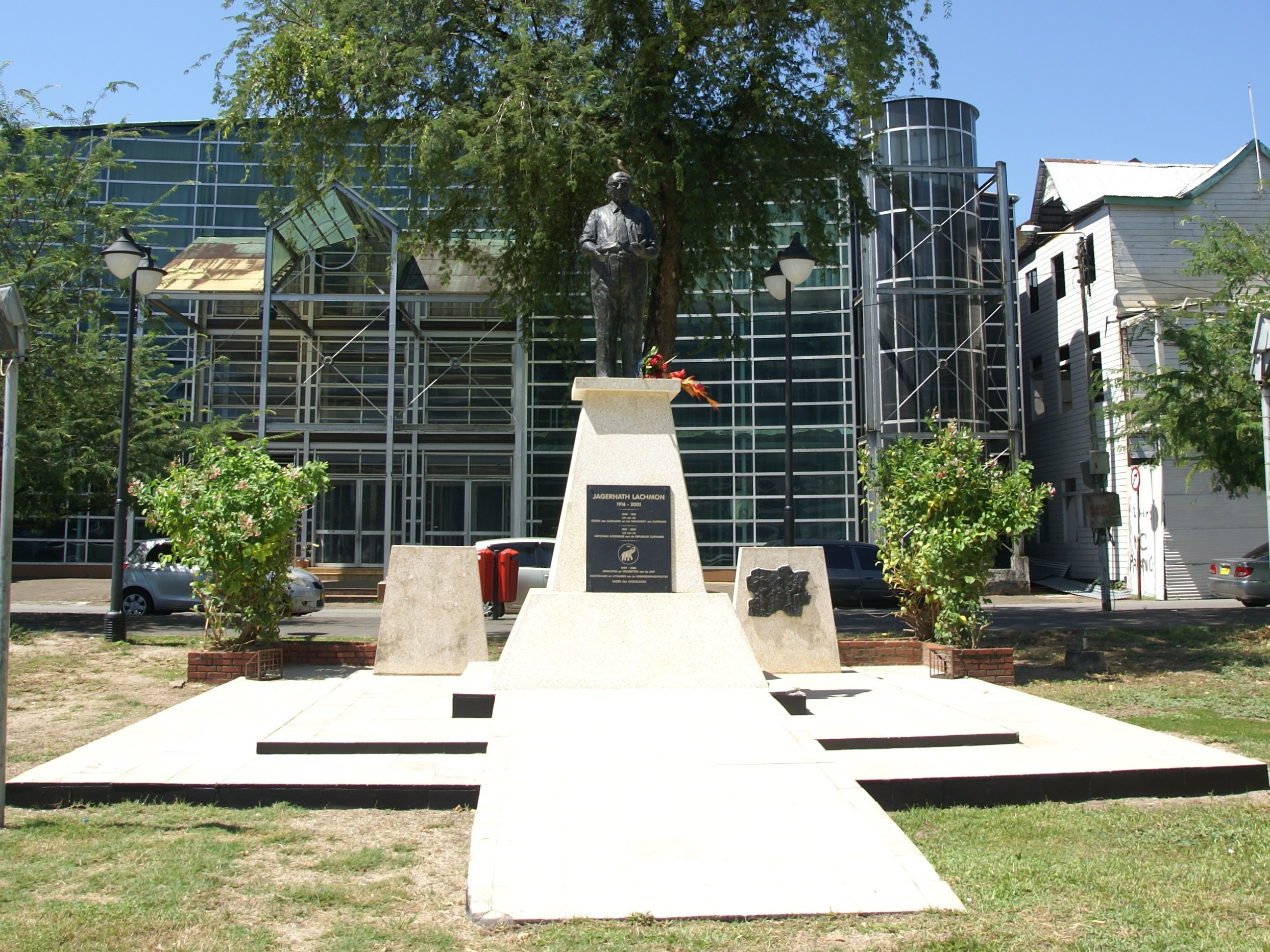
Standbild von Jagernath Lachmon

Insgesamt wurde Lachmon fünfmal zum Parlamentsvorsitzenden gewählt und 1999 als am längsten amtierender Mandatsträger der Welt in das Guinness-Buch der Rekorde aufgenommen.
Jagernath Lachmon starb in einem Hotelzimmer in Den Haag, als eine von ihm geführten Parlamentsdelegation Surinames von den Niederlanden zu einem offiziellen Besuch eingeladen war. Sein Leichnam wurde am 25. Oktober 2001 in Paramaribo eingeäschert.
Zu seinen Ehren wurde vom surinamischen Künstler Erwin de Vries ein Standbild gefertigt, das auf dem Unabhängigkeitsplatz von Paramaribo seinen Platz fand.